# كارلا جرانت
كارلا جرانت هي مذيعة ومنتجة وصحفية أسترالية لبرنامج الشؤون الحالية للسكان الأصليين التابع لاس بي اس ليفينج بلاك، مع التركيز على القضايا المتعلقة بمجتمعات السكان الأصليين وسكان جزر مضيق توريس داخل أستراليا.

## الحياة الشخصية
ولدت جرانت في أديلايد وكان والدها هولندي الجنسية وأمها من السكان الأصليين . وهي من نسل شعب أريرنت الغربي . 
كانت جرانت متزوجة من المذيع التلفزيوني ستان جرانت حتى عام 2000 وانجبت منه ثلاث اطفال.  